# Commissaire des guerres

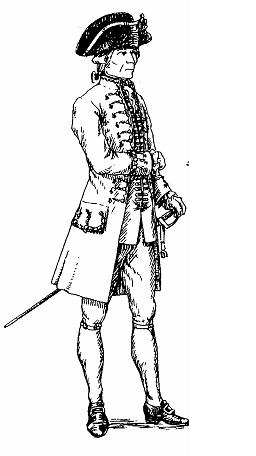
Un commissaire en 1776.

Dans les armées françaises, le terme de commissaire des guerres désignait, sous l'Ancien Régime, la période révolutionnaire et le Premier Empire, des militaires et des fonctionnaires chargés des tâches d'administration, de comptabilité, d'intendance et de logistique militaires. La création de cette fonction fut le fait de Jean le Bon, le 30 avril 1351.

## Origines
Voir article sur l'intendance militaire pour les origines sous l'Antiquité.
L’administration militaire n’existe pas sous les Francs et les Mérovingiens. La guerre est affaire privée et constitue un état quasi permanent. Le roi plus suzerain que souverain tente de lutter contre la féodalité. Le système de l’ost à 40 jours étant insuffisant, il décida alors de monnayer la présence de troupes à son service. C’est l’appât du gain qui attire de nombreux aventuriers qui constituent des bandes : bandes de routiers, compagnies franches, puis les grandes compagnies. Il s’agit des premières troupes soldées.
Le roi traite à forfait avec le chef de bande ou capitaine, lequel recrute ses hommes comme il l’entend. Ce sont les trésoriers des guerres, représentants du roi créés au début du XIVe siècle, qui assurent le paiement des forfaits aux capitaines au vu du « rôle des gens de guerre faisant effectivement du service ». 
En effet, avides de gains, les capitaines n’entretiennent pas l’effectif pour lequel le roi les paie : ils grivèlent sur les gens de guerre (fausses lances, hommes de paille). Ainsi, devant les abus qu’engendre ce système, le pouvoir royal tente d’obtenir des justifications sur l’effectif des troupes entretenues. 
Le roi Jean II le Bon par un règlement du 30 avril 1351 décide alors de donner aux Maréchaux la faculté de déléguer leurs pouvoirs à des personnes convenables et avisées désignées le plus souvent sous le nom de commissaire des guerres afin de s’assurer par des montres qu’il n’y a pas d'abus. La fonction de commissaires de guerre est née.
Au départ le contrôle de l’effectif est « assuré » par les chefs militaires : connétables, maréchaux, maîtres d’ostel, maître des arbalétriers… Mais les faiblesses du système deviennent de plus en plus criantes, les abus perdurent et même s’aggravent. Avec la guerre de 100 ans, la situation est devenue alarmante. Pour y remédier, le roi décide alors de renforcer le contrôle. Il institutionnalise les monstres, véritables revues d’effectifs. Cette mission est confiée aux « commissaires du roi pour les guerres ».  Leurs tâches sont nombreuses : vérifier personnellement les effectifs soldés,  contrôler les « remises » de matériels hors d’usage  et ce, à la place des chefs militaires.
Par l’ordonnance du 13 janvier 1373, le roi Charles V étend leurs pouvoirs, décidant que les commissaires des guerres seront aussi « meneurs de gens d’armes », chargés de conduire les chevauchées, de faire vivre les troupes en bon ordre et police, de réprimer tous les excès, crimes et délits commis par gens de guerre, déserteurs ou en maraude, et de faire tout en ce qui concerne « le bon ménage des deniers de sa Majesté ». 
Sciemment choisis au sein de la bourgeoisie (instruite et s’inscrivant en porte à faux par rapport à la noblesse), les commissaires des guerres participent à l’extension du pouvoir royal face à la féodalité. Totalement indépendants du commandement, ces commissaires voient leurs pouvoirs grandir notamment après la création de l’armée permanente par l’édit de 1445. Quinze compagnies de 600 hommes à cheval sont instaurées. Ce sont les premiers corps de troupe
Agents du pouvoir central, les commissaires des guerres concrétisent la séparation de l’administration et du commandement. Cette notion demeure encore aujourd’hui.
Enfin, la création des commissaires marque de façon plus générale l’apparition de l’administration militaire française. Celle-ci est affirmée par l’édit de 1445 et l’instauration des compagnies d’ordonnance : le capitaine ne reçoit plus de forfait mais répartit les sommes que lui remet le commissaire au nom du roi. Ce dernier devient donc pourvoyeur après avoir été simple contrôleur.
L’apparition des régiments date de 1560. Chaque régiment est commandé par un « mestre » de camp et comprend 13 compagnies. Chacune d’elles est commandée par un capitaine qui prend le titre de major chargé entre autres de tenir les contrôles et de produire les comptes au commissaire qui s’érige alors en vérificateur. Ce dernier a des fonctions qui s’étendent progressivement. Un règlement de 1485 prévoit, qu’afin d’éviter les méfaits des routiers, toute compagnie en déplacement sera accompagnée d’un commissaire chargé de la « mener et de la faire vivre en bon ordre et police ». Au Moyen Âge, le Commissaire des guerres est créé et a des fonctions éminentes au sein du corps de troupe. C’est lui qui se révèle le véritable ancêtre du Commissaire du XXe siècle.

## Ancien Régime 1610-1789
« Sous l'Ancien Régime, concurremment avec les intendants des armées, les commissaires des guerres étaient chargés de l'administration de l'armée. »

— Louis Fallou, Le bouton uniforme français
La puissance féodale périclite progressivement au profit du souverain dont les pouvoirs s’étendent. Mais, pour asseoir son autorité, il lui est indispensable d’assurer, malgré les dernières résistances de la noblesse, une œuvre de centralisation des plus importantes. Dans le domaine militaire, l’administration se précise et progresse.
Pour réussir, le pouvoir central a besoin d’un personnel d’une fermeté absolue, d’une grande compétence et d’une puissance considérable. C’est alors qu’apparaît un fonctionnaire d’importance primordiale, choisi parmi les maîtres des requêtes du Conseil du Roi : l’Intendant. On distingue ainsi l’Intendant de province placé auprès du gouverneur et l’Intendant d’armée placé auprès du général commandant en chef.
Initialement voués à des tâches purement civiles, les intendants de province seront, par le biais de l’ordonnancement de l’extraordinaire des guerres, amenés à s’immiscer dans l’administration militaire. Les attributions de plus en plus importantes qu’ils s’y arrogeront, conduiront certains d’entre eux à se spécialiser dans cette branche où ils prendront le titre d’intendant d’armée. L’appellation d’intendant d’armée se généralisera dans la mesure où dans les formules qui le désignent, le terme d’intendant figure toujours. C’est lorsque Richelieu placera un intendant à la tête de l’administration de chaque armée que l’appellation, sans être officielle, prendra tout son sens. Une des plus grandes figures de l’intendance d’armée sera Michel Le Tellier (désigné en 1640, intendant d’armée d’Italie), bientôt secrétaire d’État à la guerre  (1643). 
L’intendant a des attributions si importantes qu’elles ne sont limitées par aucun texte. Son influence s’exerce partout : surveillance et direction des services ; contrôle des deniers ; réalité des effectifs ; vérifications comptables ; inspection des fournisseurs ; exécution des travaux d’infrastructure ; perception des contributions de guerre ; direction de la discipline et de la  police militaire ; direction du recrutement ; siège au conseil de guerre ; faire exécuter les ordres du roi…
L’intendant est par conséquent un homme de pouvoir. Certes, il doit se conformer aux ordres du général seul juge de la conduite à tenir de l’armée. Mais, il doit également rendre compte au Secrétaire d’État de toute mesure prescrite qui semble irrégulière ou même inopportune. De là, l’opposition entre le général et l’intendant est inévitable d’autant que l’un est issu de la noblesse, l’autre de la bourgeoisie.
Le roi va alors jouer de cet antagonisme entre commandement et administration afin d’imposer son autorité face aux princes.
Au début  du XVIIe siècle, la fonction d’intendant est née : ses pouvoirs sont exorbitants et il devient un personnage incontournable au sein des corps de troupe.
Dans le même temps, la fonction de commissaire demeure mais ses missions ont été révisées. Désormais ils secondent les intendants. En réalité, du fait de leur tâche de plus en plus lourde, le corps des commissaires des guerres est scindé au XVIIe siècle. On distingue :
- les commissaires provinciaux à résidence fixe (créés par l’ordonnance du 10 avril 1595 sous Henri IV) dont la compétence est géographique, ils sont chargés des monstres, font distribuer les vivres et fourrages, font loger « les passagers ».
- les commissaires ordinaires : subordonnés aux précédents quand ils passent dans leur territoire.
- les commissaires ordonnateurs qui apparaissent en 1704 : ils sont placés au sommet de la hiérarchie, ils sont donc supérieurs aux commissaires provinciaux et aux commissaires ordinaires. En campagne, ils sont chargés d’exercer les fonctions d’intendants d’armée. Par la suite, ils auront vocation à devenir intendant de province sans avoir été maître des requêtes.
Intendants et commissaires concourent à l’accomplissement des mêmes missions mais, ne se situent pas au même niveau : leurs tâches ne sont pas les mêmes. Permanents et titulaires d’un office, les commissaires sont en fait, les premiers à exercer pleinement les fonctions d’administrateur militaire à l’égard des corps de troupe. Les commissaires des guerres ont de nombreuses attributions : ils sont chargés de conduire et loger les troupes, passent chaque mois la revue des unités qui dépendent d’eux, vérifiant leurs effectifs, examinant l’état physique des hommes et des chevaux, s’assurant que l’armement est bien entretenu et conforme au règlement. Ils jouent en outre un rôle important dans le recrutement. 
Les progrès de l’administration sont liés à la volonté de limiter  toute forme d’abus et surtout mettre l’armée, par le biais de son administration, au service du roi. La remise des soldes revient aux commissaires et non aux capitaines. La solde est d’ailleurs unifiée, ses tarifs sont fixés ainsi que les taux de retenues d’après un texte sur le règlement des dépenses de solde datant de 1668. De plus dès 1636, le ravitaillement est organisé : les quantités de vivres à mettre à disposition des hommes (pain, viande et vin) sont déterminées. Les obligations des entrepreneurs ou commis d’étape (cuisson prestations d’ustensiles) sont définies en 1641.
Autre création du XVIIe siècle : les masses dans les corps de troupe, donnée fondamentale qui demeure aujourd’hui. La première masse est créée en 1666 à l’initiative de Michel Le Tellier pour l’habillement. Colbert poursuit l’œuvre entreprise et Louvois la perfectionne (généralisation et réglementation des masses). Ce dernier crée l’uniforme et passe des marchés pour l’habillement et l’armement. 
En ce qui concerne l’organisation du ravitaillement en vivres et en habillement, la fourniture des vivres aux armées est beaucoup plus récente que le service de la solde. La nécessité apparut véritablement avec l’augmentation des effectifs, surtout lors des campagnes menées hors des frontières du royaume. Dans les garnisons et les places fortes, les vivres étaient fournis, sous la responsabilité des intendants de province, soit par les habitants, à titre d’avance à déduire de la taille, soit par marchés sur adjudication. Aux armées, on avait surtout recours aux adjudications.
L’ordonnance d’août 1643 va organiser l’ensemble par la création des commissaires aux vivres, chargés :

- du contrôle de toutes les opérations relatives au ravitaillement en vivres, cette mission leur donnant autorité sur toutes les personnes y participant ;

- de l’acheminement des vivres aux armées.
Par ordonnance du 24 mai 1666, il est imposé de faire effectuer, sous la surveillance des commissaires des guerres, une retenue sur la solde à utiliser « en habillements, chaussures et autres nécessités des cavaliers et soldats ». Ainsi, à l’apogée de la monarchie, s’organisent des éléments de ce qui allait constituer ultérieurement un grand service d’intendance militaire.
En 1729, l’administration royale prend définitivement en main les achats d’effets et d’habillement. Les capitaines ne s’occupent plus que de l’entretien. La surveillance administrative est renforcée et est  exercée par les commissaires (habillement, magasins, marchés passés par les munitionnaires). Les capitaines ont définitivement perdu leur qualité d’entrepreneur. La vénalité des charges est supprimée par l’ordonnance du 25 mars 1776 à l’initiative de Saint-Germain. Des changements notoires étaient déjà survenus. En 1761, une réforme insufflée par Choiseul confie à l’État le recrutement.  De plus, en 1762, l’administration des unités est définitivement retirée aux capitaines car elle est jugée  « incompatible avec le commandement ». L’instauration dans les corps de troupe d’un conseil d’administration chargé d’assister le colonel dans l’administration de son régiment sous Saint-Germain consacre plusieurs siècles d’évolution. 
Pourtant tout va être remis en cause par un événement : la Révolution.

## La Révolution, le consulat
La Révolution bouleverse l’ordre établi, les principes qui régissent l’administration militaire ne vont pas être épargnés. Dès juin 1790, l’Assemblée constituante supprime les intendants royaux et les remplace par de nouveaux commissaires ordonnateurs et commissaires ordinaires. 
Ces nouveaux administrateurs, dans l’immense désordre ambiant et en l’absence de traditions, se révèlent à la fois incompétents et malhonnêtes. Le témoignage d’un rapporteur d’une loi du 2 Thermidor an II est éloquent :
« La nation entière s’est armée pour la défense de sa liberté ; de nouveaux corps se sont formés de toute part sans ordre, sans mode d’organisation, des chefs avides en ont fait un objet de spéculation, des corps isolés, inconnus et dont l’existence même est encore un problème, ont été soldés… ».
De plus, les règles de la comptabilité sont méconnues : « le temps de se battre n’est pas celui de compter », affirmation problématique qui va entraîner un discrédit profond de l’administration militaire d’autant que les revues d’effectifs ne sont plus passées.
Pourtant, au début de la Révolution, les commissaires des guerres se rallient pour la plupart au nouveau régime et restent en place. La loi du 14 octobre 1791 modifie l’organisation et la composition du corps (commissaires ordonnateurs, commissaires auditeurs et commissaires ordinaires) et donne aux commissaires des guerres des fonctions de magistrats militaires. Divers textes ultérieurs en modifient l’emploi, les fonctions, le nombre et le recrutement. 
Aucune preuve écrite ne peut être obtenue des corps de troupe sur leurs agissements. « L’esprit de brigandage est tel qu’il est impossible de débrouiller le chaos général des affaires. Vos quartiers-maîtres font tous des fortunes brillantes en un clin d’œil ; les commissaires des guerres sont ignorantissimes et nous craignons que leur nouvelle composition ne vaille pas mieux que l’ancienne… » avait constaté Carnot lors de la Convention de 1793.
Pour enrayer ce chaos général, une loi du 28 germinal an IV dénonça les revues d’effectifs. Ce fut en vain. On tenta alors de faire contrôler les revues des commissaires par des généraux. Ce fut également peine perdue. Les contrôleurs des contrôleurs ne firent pas mieux que les autres. Seule la loi du 28 Nivôse an III (17 janvier 1795) a réussi à s’imposer mais très lentement. Cette loi redéfinit les attributions des commissaires et confirme l’indépendance de l’administration vis-à-vis du commandement tout en obligeant le commissaire à s’incliner sur réquisition de ce dernier. 
D’après l’instruction du 16 ventôse (6 mars 1795), « Le commissaire ordonnateur d’une armée n’appartient qu’à la République, mais il ne doit pas moins chercher à mériter la confiance du général, à qui la République a donné la sienne à un plus haut degré ». Cette contradiction voulue des Conventionnels signifie en fait qu’il appartient au commissaire de faire un choix à bon escient dans les ordres qui lui sont donnés. 
Jusqu’à la chute de la royauté, le contrôle de l’administration militaire a été assuré par le souverain lui-même. Ce dernier disparu, il reste nécessaire pour le pouvoir exécutif de surveiller l’action administrative concernant l’armée. Sous la Convention, les représentants en mission effectuent un certain contrôle. Cependant, en l’an VIII, Carnot reçoit du directeur de la comptabilité la réponse effarante que parmi les nombreuses attributions des commissaires, il est vain de chercher le contrôle, il n’existe pas. Ceci conduit les autorités à décider la scission du corps des commissaires par l’arrêté consulaire du 9 Pluviôse an VIII (30 janvier 1800).
Cet arrêté consulaire règle les fonctions des commissaires des guerres : levée des contributions en pays ennemi ; police des étapes et des convois militaires, hôpitaux, prisons ; distribution de vivres, fourrages, chauffage, habillement, équipement. Le même arrêté consulaire crée un corps nouveau, celui des inspecteurs aux revues chargés de l’incorporation et du licenciement des troupes, ainsi que de tout ce qui concerne les effectifs, les soldes, les masses. Sous l’Empire, les commissaires placés au sommet de la hiérarchie prennent le titre d’intendant général.
À la même époque, les commissaires chargés de l’administration d’une province occupée reçoivent le titre d’intendant. De cette époque, émergent des noms illustres :
- Pierre Daru, commissaire des guerres, inspecteur aux revues, fut intendant général de la Grande Armée en Autriche et en Prusse.
- Le commissaire des guerres Henri Beyle, Stendhal, qui fut intendant à Brunswick.
- Claude Robert (1770-1853) qui participa activement aux campagnes de Prusse, d’Autriche, de Pologne et de Russie.
- L’Intendant Général Claude-Louis Petiet (1749-1806) qui fut ministre de la Guerre sous le Directoire.
Ainsi, une nette distinction des fonctions est établie. Les commissaires ordonnateurs et ordinaires doivent gérer les services administratifs. Les inspecteurs aux revues sont chargés du contrôle des dépenses et de la surveillance des effectifs. Cependant faute de compétence suffisante du personnel administratif, cet arrêté ne donnera pas les effets attendus. 
Malgré tout, certains abus disparaissent. Ainsi, en six mois, quelque 150 000 hommes qui n’existaient pas mais qui étaient soldés sont rayés grâce à ces contrôles.
La période révolutionnaire se révéla être une période extrêmement houleuse qui complexifia la vision d’ensemble du Commissariat par la création des fonctions d’Intendant qui s’ajoutèrent à celles du commissaire. 

### «Ordonnateurs» et «commissaires de guerre»

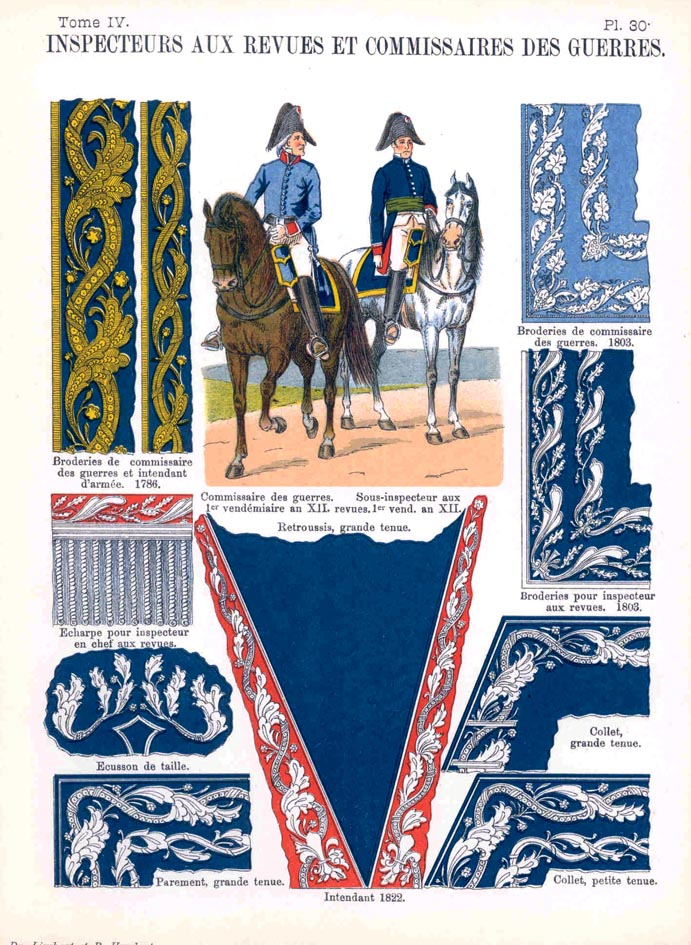
Inspecteur aux revues et commissaire des guerres, 1803. Planche du recueil d'uniformes de Lienhart & Humbert, 1902.

« En 1789, le corps des commissaires des guerres était composé de commissaires-ordonnateurs, de commissaires-principaux, de commissaires à département et de commissaires-ordinaires. Le décret du 10 septembre 1791 supprima les intendants et réorganisa le corps des commissaires des guerres. Ceux-ci reçurent les nouvelles dénominations de commissaires-ordonnateurs-grands-juges-militaires, commissaires-auditeurs et commissaires-ordinaires, que la loi du 11 septembre 1792 changea en celles de commissaires-ordonnateurs, commissaires-ordinaires et commissaires des guerres. En 1803, on divisa le corps en commissaires-ordonnateurs en chef, commissaires-ordonnateurs de division et commissaires-ordinaires des guerres ... Pendant la période impériale, il y eut un intendant général par armée qui avait des attributions distinctes s'étendant sur toutes les parties du service administratif » .

### «Inspecteurs aux revues»
« Le corps des inspecteurs aux revues fut créé sous la Révolution. Il complétait celui des commissaires des guerres. Il eut dans ses attributions l'administration et la surveillance des corps de troupes ainsi que la gestion des conseils d'administration et du personnel. En 1801, les fonctionnaires qui le composaient étaient dénommés : inspecteurs en chef, inspecteurs et sous-inspecteurs de 1re, 2e et 3e classe.  Le 18 avril 1811, un décret créa, en outre, l'emploi d'adjoint aux sous-inspecteurs aux revues ».

## L'Empire, la Restauration et le Second Empire
Sous l’Empire, seules subsistent les dispositions de l’arrêté consulaire du 9 pluviôse an VIII décidé par Bonaparte instaurant les commissaires ordonnateurs et ordinaires, d’une part, et les inspecteurs aux revues, d’autre part. Les inconvénients précédents bien qu’atténués demeurent. L’Empereur contrôle lui-même les détails. Par suite de l’insuffisance des ressources, les vivres sont fournies par des entrepreneurs privés. En raison de l’effectif considérable sous les drapeaux, la troupe est mal habillée, exception faite de la garde impériale. Cependant les personnels administratifs des hôpitaux sont militarisés, de même que les transports (train des équipages). De plus, des compagnies d’ouvriers de la garde composées de bouchers et boulangers sont créées. La valeur des personnels administratifs s’est grandement améliorée sous l’Empire.
Après la chute de l’Empire, la principale préoccupation est la réduction des effectifs de l’armée. L’ordonnance du 23 juillet 1817 supprime les inspecteurs aux revues et les commissaires des guerres et les remplace par un corps unique d’intendants militaires. C’est la première fois que l’expression intendant militaire est employée et appliquée à la fois à l’emploi et au grade. Leurs fonctions sont sensiblement celles des commissaires des guerres, réduites de certaines attributions comme la police et la discipline des troupes, ou le contrôle du service de recrutement.
À cette époque, quatre services se trouvent sous l’autorité des intendants : les hôpitaux, qui constitueront, en 1882 un service de santé autonome, les subsistances, l’habillement et les bureaux, qui, ensemble, formeront, à la même date, le Service de l’Intendance après avoir perdu progressivement leur relative autonomie.
En 1830, un bataillon d’ouvriers d’administration est mis sur pied pour l’expédition d’Alger, c’est durant cette campagne que s’illustra l’Intendant Général Baron Denniée. Ce bataillon est l’ancêtre des sections de commis ouvriers militaire d’administration qui seront jusqu’à nos jours les unités formant corps de l’Intendance et du Commissariat. Durant cette même période apparaissent les corps de subsistance (1825), de l’habillement (1830) et des commis entretenus des bureaux (1838), tous rapidement militarisés. En 1833, un décret crée le corps des officiers d’administration. Pendant cette période les attributions confiées aux intendants se développent. L’ordonnance du 28 février 1838 institue le corps des officiers d’administration puis le corps d’administration des bureaux de l’intendance militaire, issu de celui des commis entretenus.
Sous le Second Empire, confirmant la tendance précédente, les attributions des intendants continuent de s’étendre de sorte qu’à la veille de la guerre de 1870, les intendants militaires dirigent les services administratifs au sens large, services des subsistances, de l’habillement, des hôpitaux. Ils contrôlent les actes administratifs de l’artillerie, du génie, des poudres et ce,   dans une totale indépendance vis-à-vis du commandement. Pourvoyeur des besoins des troupes tels qu’ils sont exprimés par le chef militaire, il contrôle également l’utilisation optimale des ressources. On commet cependant l’erreur de confondre les attributions purement administratives de celles de contrôle. Ainsi, pour certaines d’entre elles, l’intendant est dépendant du commandement (en tant que pourvoyeur), alors que pour d’autres comme le contrôle, il est indépendant.
Le système pourtant fonctionne mais certains remarquent que si le commandement  ignore systématiquement l’intendance en temps de paix, il ne saura pas l’utiliser en temps de guerre. En effet, elle est indépendante en temps de paix mais subordonnée en temps de guerre, mais rien n’est prévu pour le passage du temps de paix au temps de guerre. La doctrine d’emploi du service de l’intendance reste à établir. Ce constat simple va prendre toute sa dimension à travers le désastre de 1870.

## Époque moderne
Par ordonnance du roi du 29 juillet 1817, le corps des Inspecteurs aux revues et des commissaires des guerres est supprimé et remplacé par un corps d'Intendance militaire.